# Estación Carmen de Areco
Estación Carmen de Areco es una estación ferroviaria ubicada en la misma localidad, Provincia de Buenos Aires, Argentina. Pertenece al Ferrocarril General Urquiza de la red ferroviaria argentina.

## Servicios
Actualmente no brinda servicios de pasajeros ni de carga y los trenes ya no circulan por allí. En la actualidad la estación ferroviaria es utilizada como terminal de ómnibus y venta de pasajes de micros de corta-media y larga distancia.

## Historia
La sección Lacroze - Rojas tuvo servicio de pasajeros, conocido popularmente como el "Federico", hasta noviembre de 1993[cita requerida]. El último servicio de cargas se registró en el año 1998[cita requerida]. Actualmente el ramal completo se encuentra sin tráfico y en estado de abandono.

## Imágenes de la estación

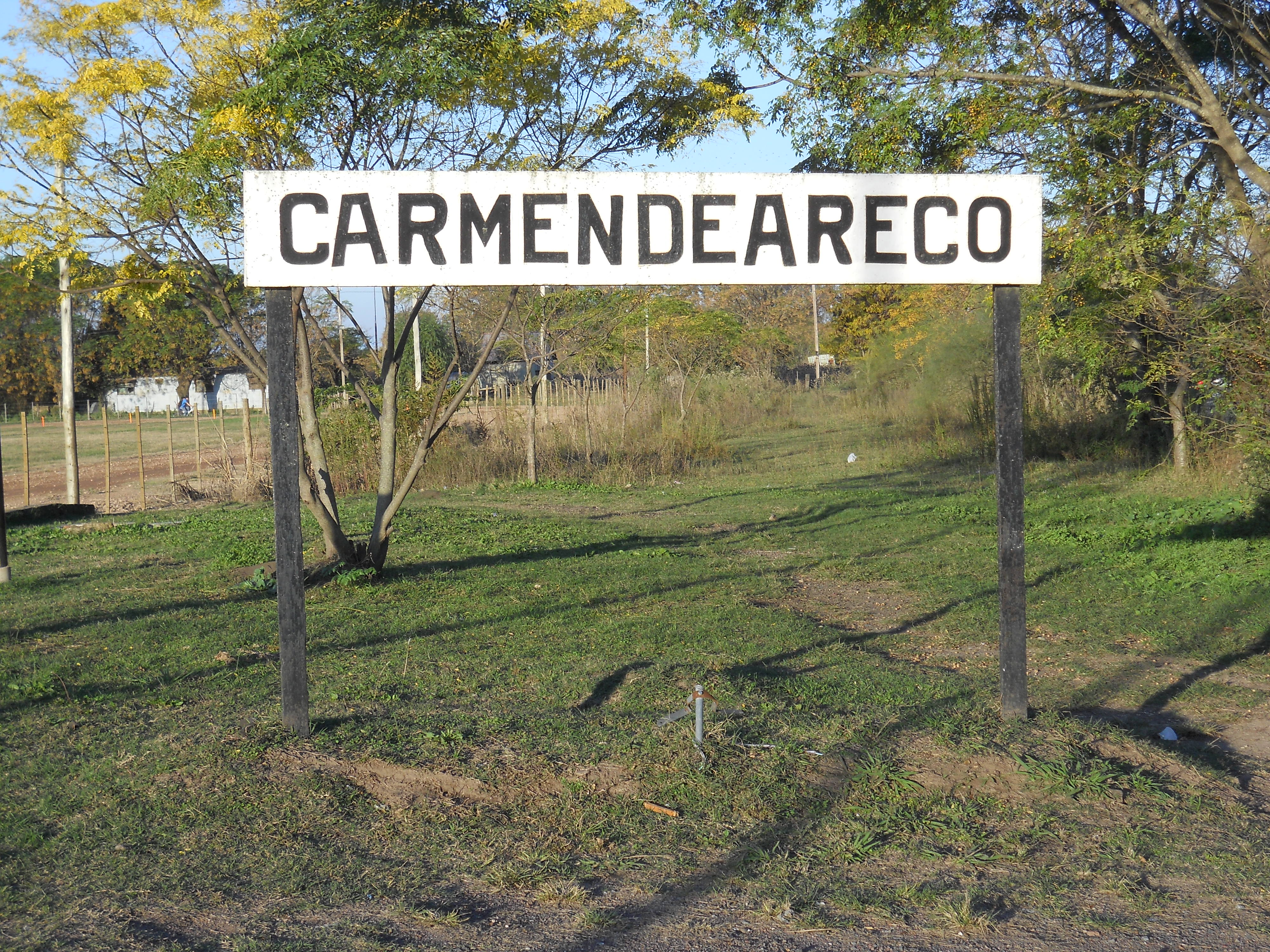
Cartel de la estación
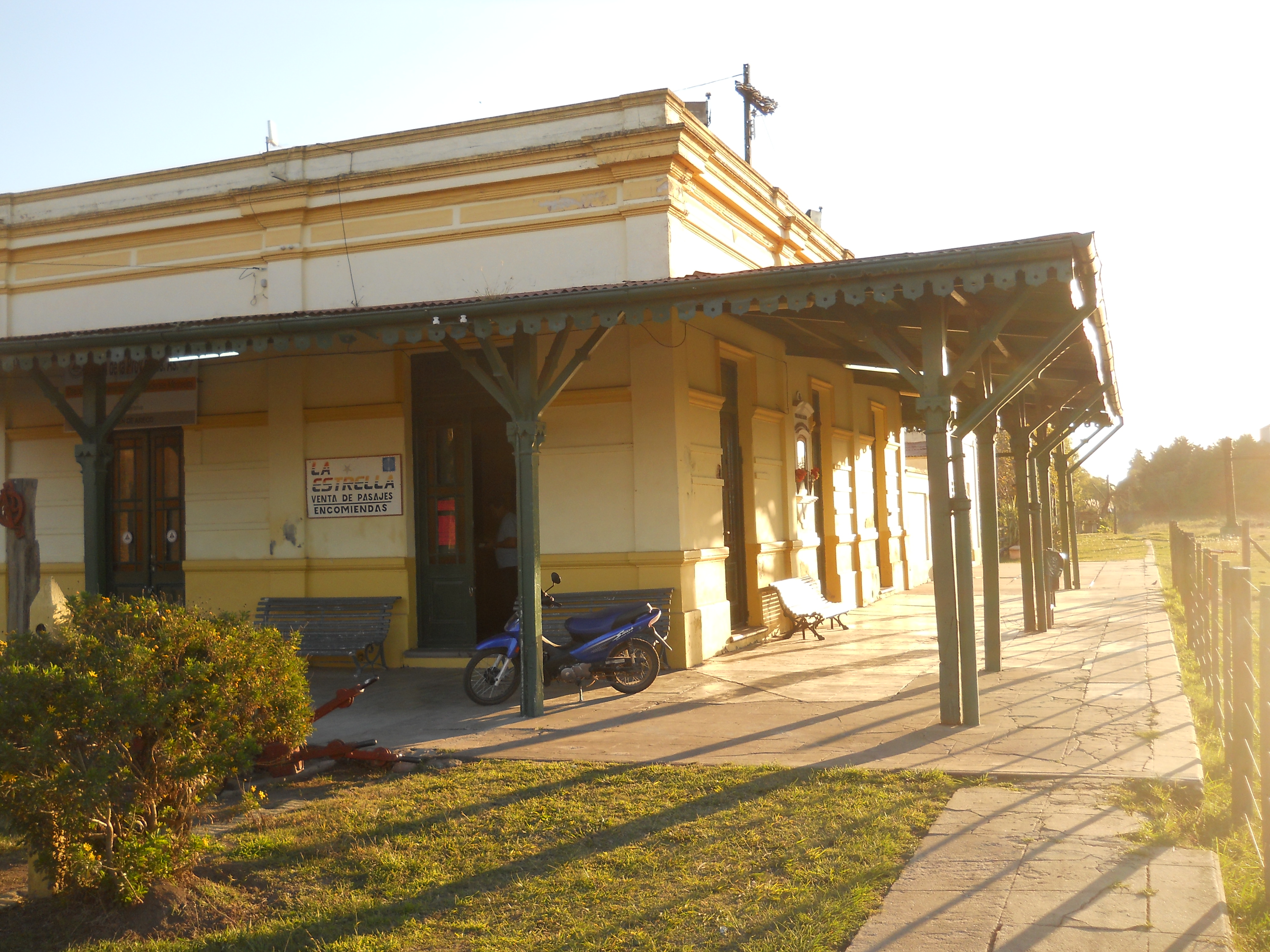
Lado este de la estación
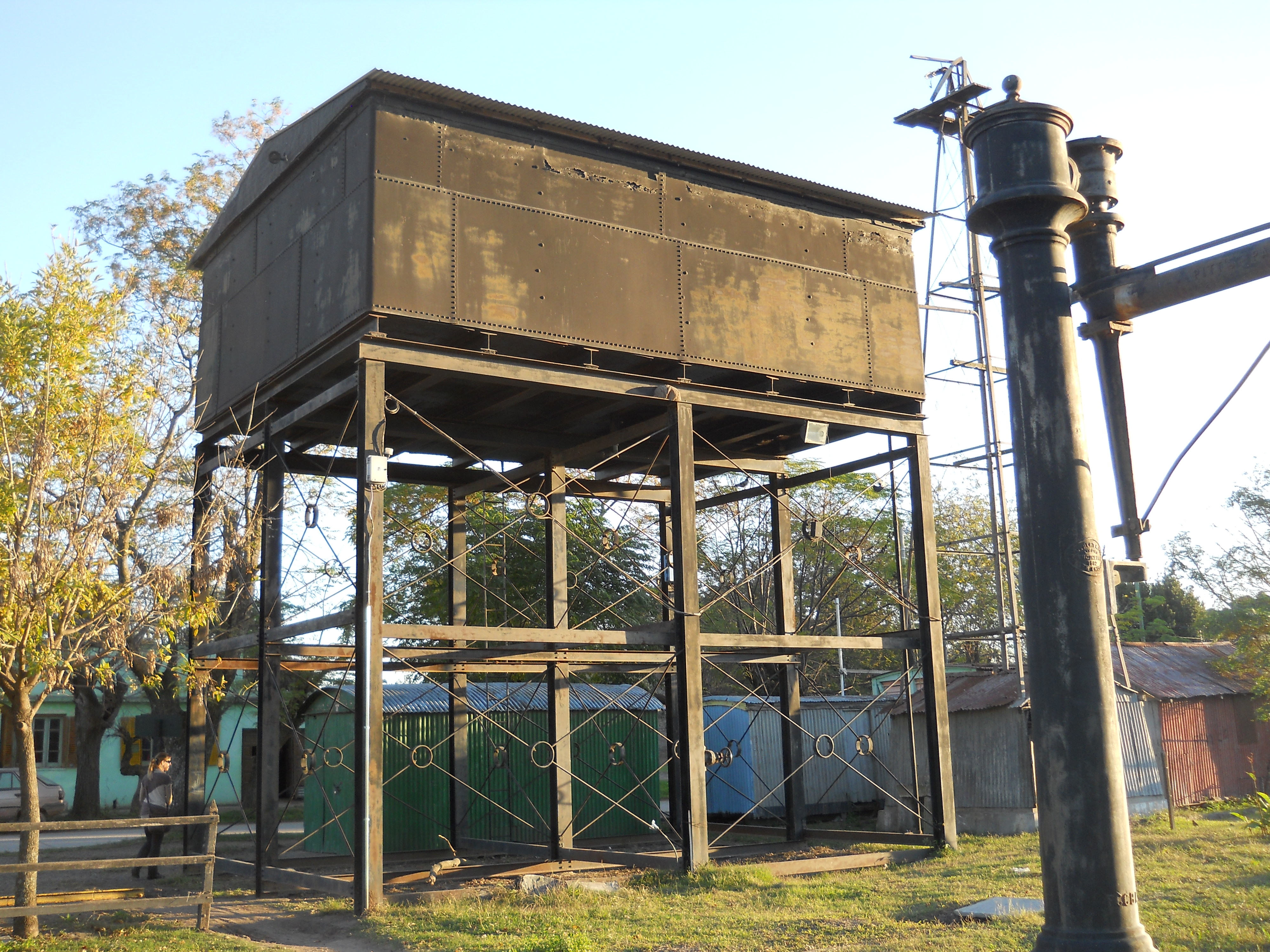
Antiguo tanque de agua
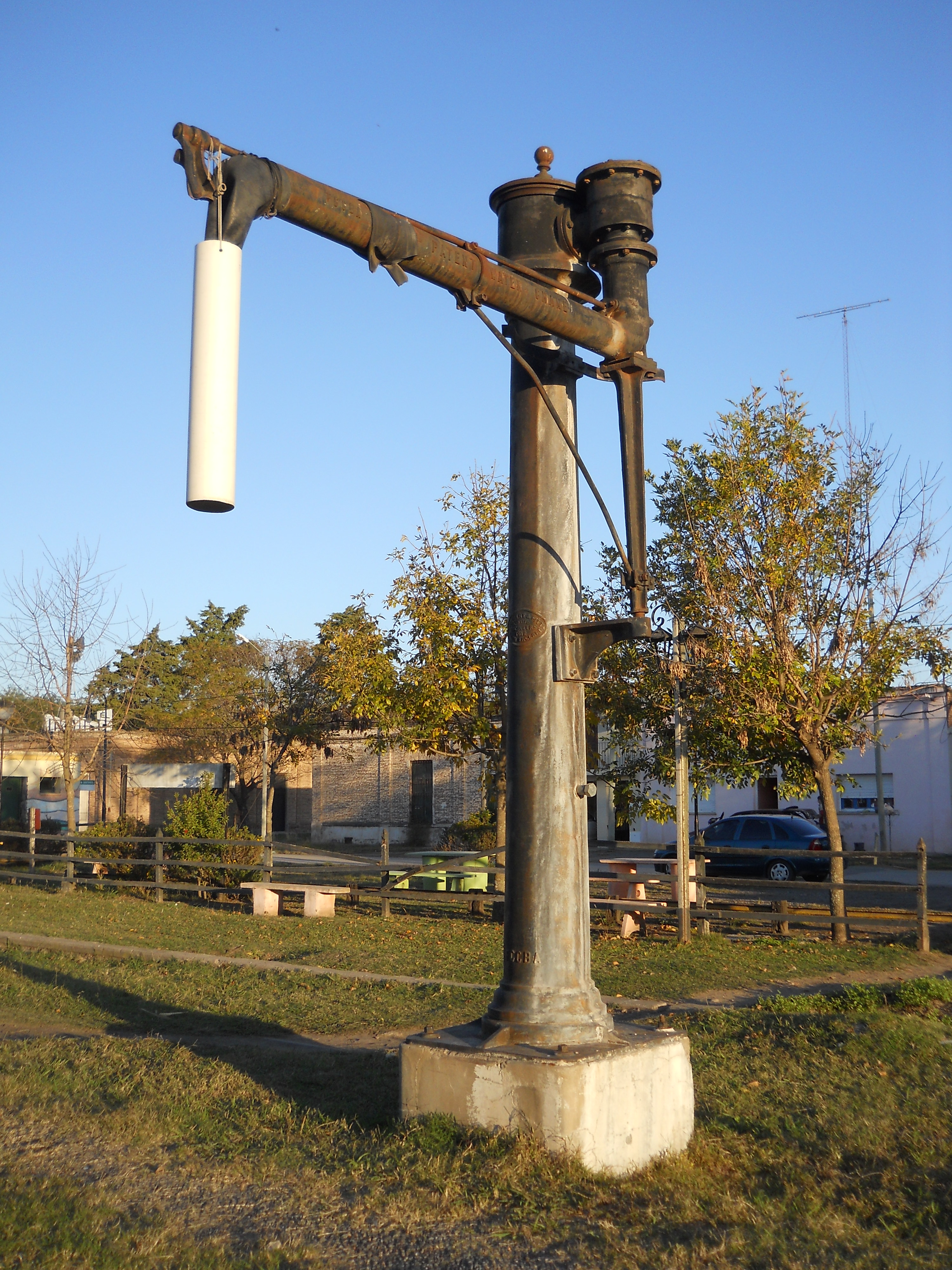
Antigua Manga hidrante
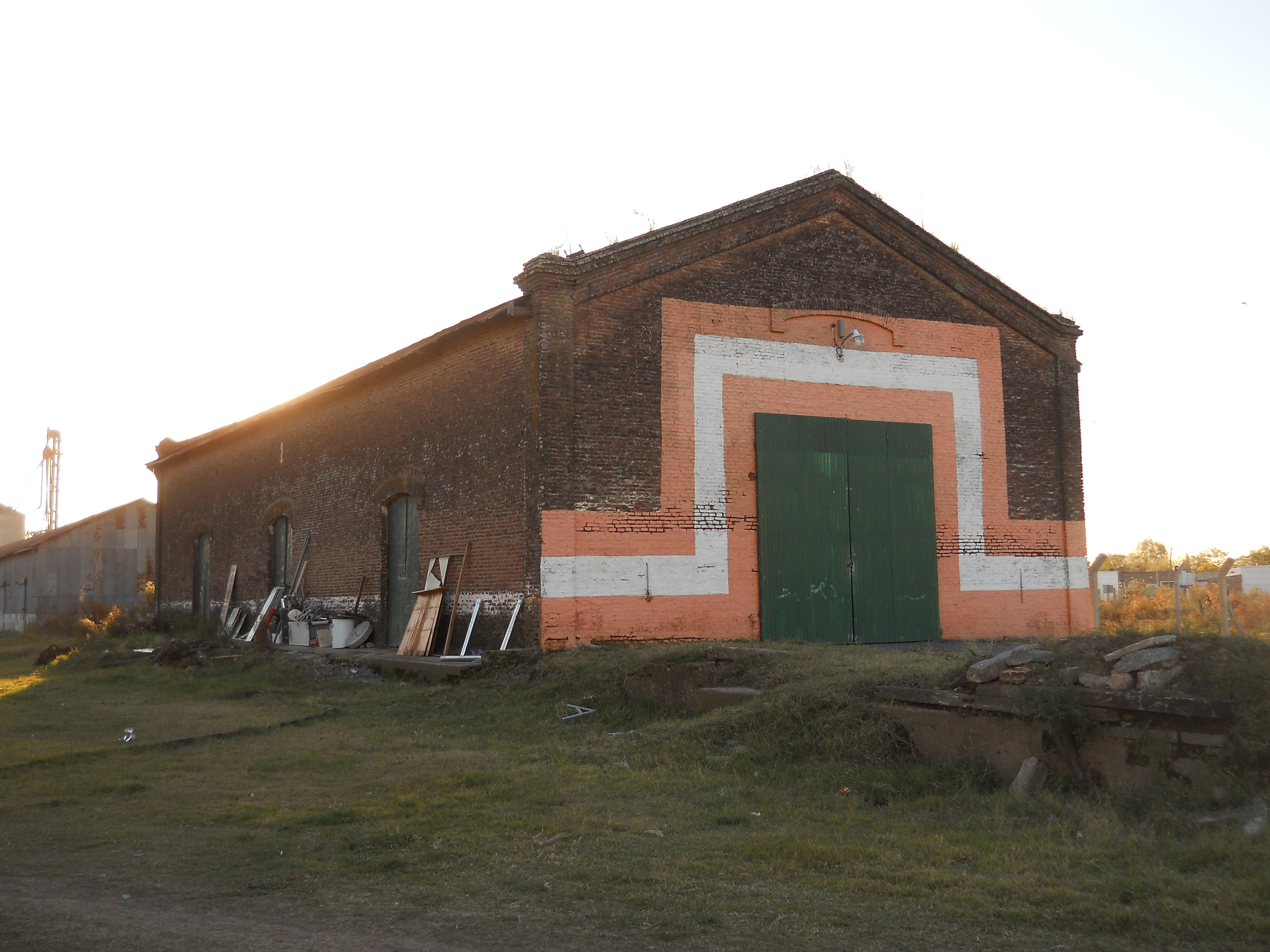
Granero de la estación